# Medal of Honor: Rising Sun
Medal of Honor: Rising Sun (v překladu Medaile cti: Vycházející slunce) je počítačová hra – „střílečka“. Jde o akční hru pro PlayStation 2, Xbox a Nintendo GameCube. Příběh se odehrává na tichomořském ostrově v průběhu druhé světové války a bojuje se zde proti japonským vojákům. Hru vydala společnost EA Games v roce 2003. V tomto díle Medal of Honor hlavní roli ztvárňuje Joseph Griffin, který slouží jako mariňák na námořní základně Pearl harbour v Honolulu. Hra začíná v roce 1941 7. prosince, což je den, kdy Japonci zaútočí na Pearl Harbor. V příběhu hry Joseph přečká ničivý útok na Pearl Harbor a probijí se džunglemi Guadalcanalu až do ulic Singapuru. Hra ovšem obsahuje mnohem více misí, jako je například Fall of the Fillipines, kde se hlavní postava setkává se svým bratrem Donniem Griffinem, který je však v této misi zajat a později je možné ho vidět jen, jak mizí svázaný Japonským generálem Shima, který ještě předtím vyslýchal hlavního hrdinu na letadlové lodi. Později je o něm jen zmínka na fotografii adresované vaší sestře, na které je odváděn zřejmě na popravu.
Poznámka: na obalu hry je napsáno „to není hra, je to účast v bitvě“, což je napsáno na většině her Medal of Honor. Tento díl je dobře hodnocený z důvodu, že se dá velmi dobře vžít do příběhu.